# Meliboeus sinuaticollis
Meliboeus sinuaticollis es una especie de escarabajo del género Meliboeus, familia Buprestidae. Fue descrita científicamente por Obenberger en 1944.